# Sam Cooke
Sam Cooke (ur. 22 stycznia 1931 w Clarksdale, Missisipi, zm. 11 grudnia 1964 w Los Angeles) – amerykański kompozytor i piosenkarz. Uznawany za twórcę gatunku soul. W 1986 został wprowadzony do Rock and Roll Hall of Fame.

## Dyskografia
Poniższa lista przedstawia wyłącznie studyjne albumy piosenkarza. Jego pełna dyskografia, single, albumy, kompilacje oraz inne wydawnictwa opisane zostały w osobnym artykule.
- 1958: Sam Cooke
- 1958: Encore
- 1959: Tribute to the Lady
- 1960: Cooke's Tour
- 1960: Hits of the 50's
- 1961: Swing Low
- 1961: My Kind of Blues
- 1962: Twistin' the Night Away
- 1963: Mr. Soul
- 1963: Night Beat
- 1964: 3 Great Guys
- 1964: Ain't That Good News
- 1965: Shake (wydanie pośmiertne)
- 1965: Try a Little Love (wydanie pośmiertne)

## Śmierć

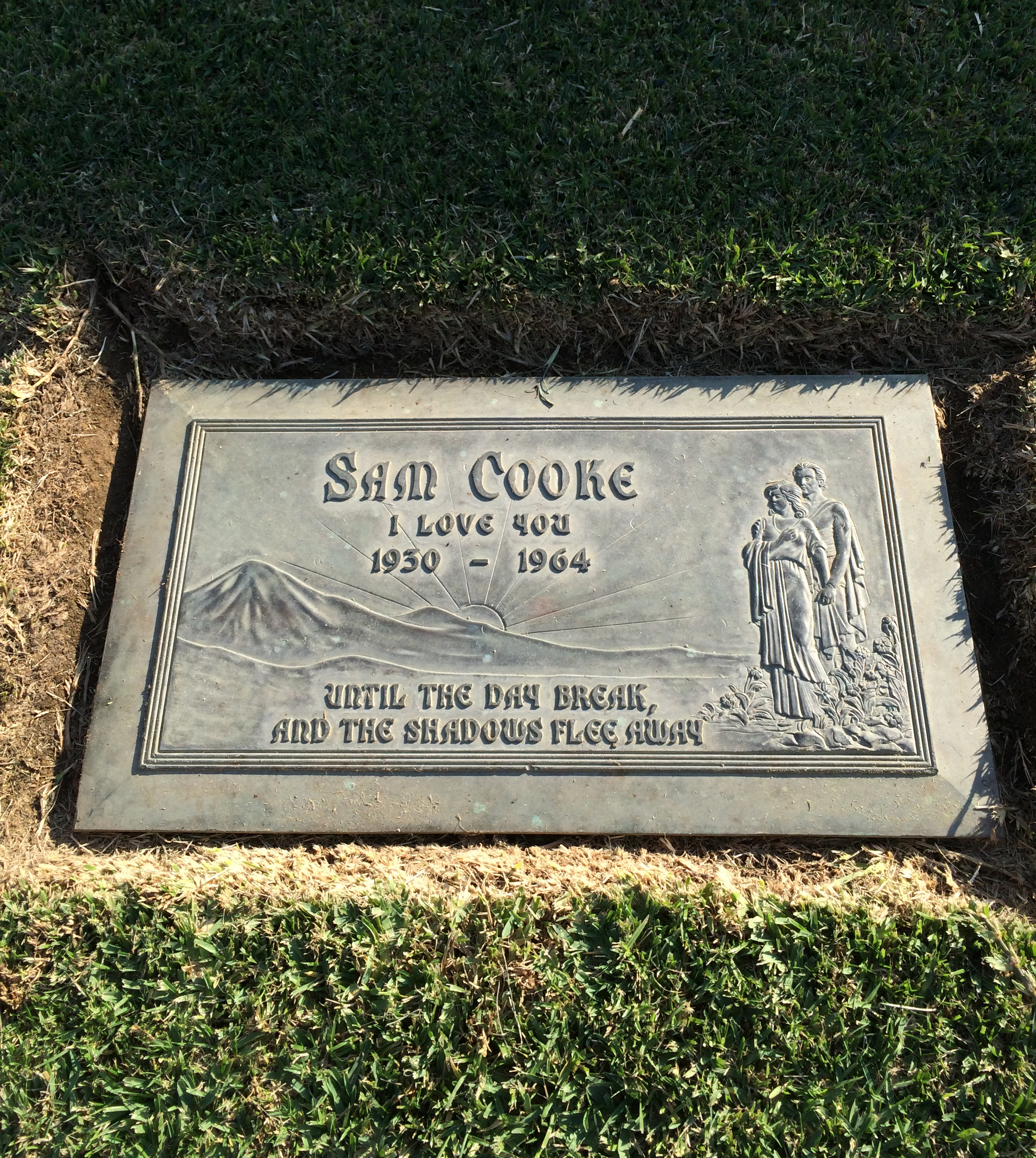
Grób piosenkarza

Został zastrzelony przez Berthę Franklin, recepcjonistkę motelu, w którym nocował. Na wpół nagi piosenkarz zażądał ujawnienia personaliów kobiety, z którą zameldował się w motelu, a która uciekła z jego ubraniem. Kiedy odmówiono ujawnienia tych danych, wściekły chwycił i przewrócił recepcjonistkę, która jednak wyrwała się i w samoobronie go zastrzeliła. Według wersji uciekinierki próbował ją zgwałcić i uciekając w popłochu zabrała omyłkowo także jego ubranie, jednak niespójności w jej zeznaniach sugerują, że być może świadomie poszła z nim do pokoju, a potem go okradła kiedy wyszedł do toalety. Recepcjonistka została uniewinniona, jako działająca w warunkach obrony koniecznej. Musiała potem ukrywać się przed grożącymi jej śmiercią fanami piosenkarza, w końcu wywalczyła 30000 dolarów rekompensaty od jego rodziny za napaść i straty moralne.